# 新普羅維登西亞 (科隆區)
新普羅維登西亞（西班牙語：Nueva Providencia），是巴拿馬的城鎮，位於該國中部，由科隆省的科隆區負責管轄，面積17.3平方公里，海拔高度34米，2010年人口5,813，人口密度每平方公里336人。